# Bengt Lidner

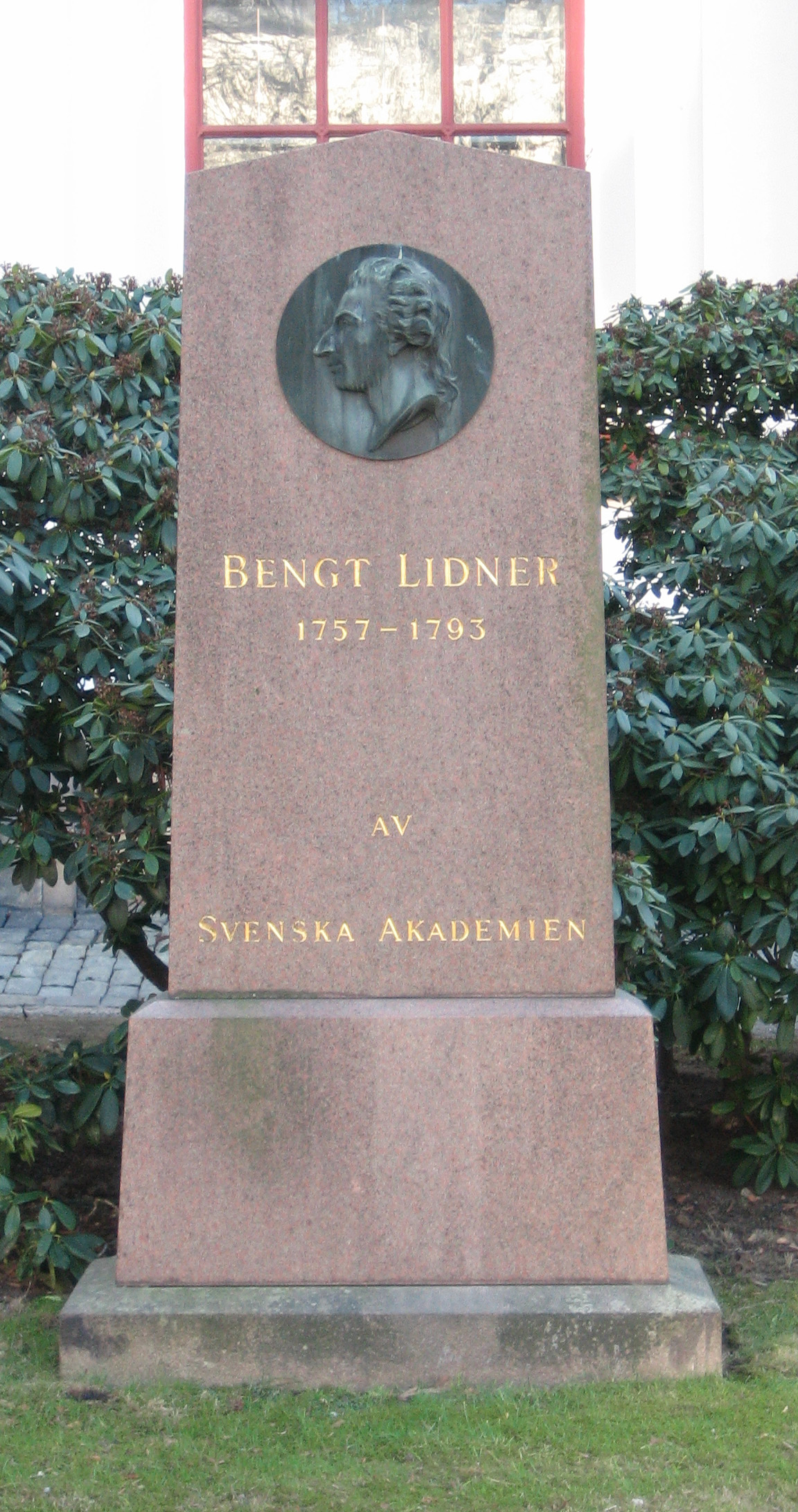
Bengt Lidners grav på Adolf Fredriks kyrkogård i Stockholm.

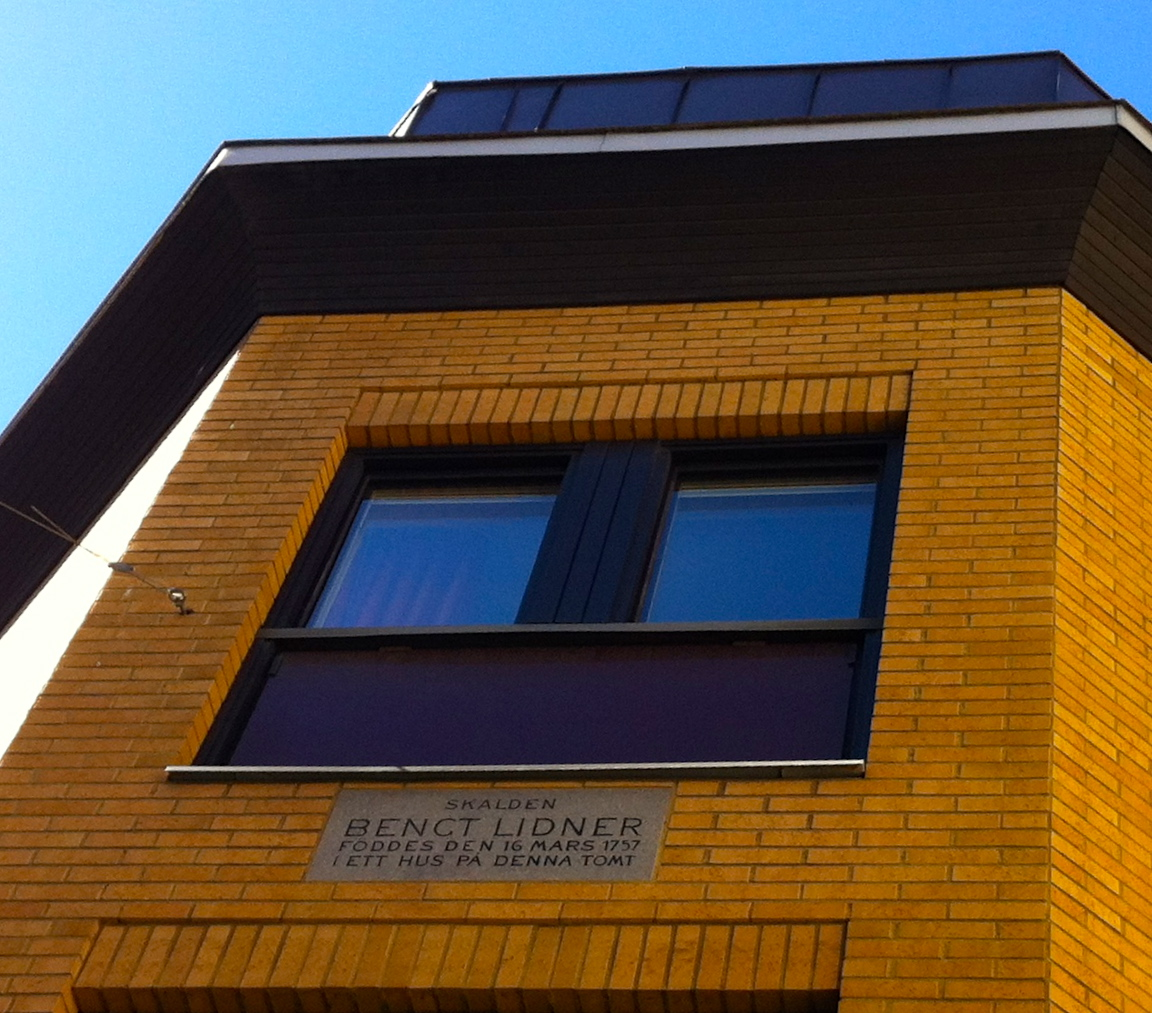
"Skalden Bengt Lidner föddes den 16 mars 1757 i ett hus på denna tomt", Magasinsgatan 7 i Göteborg.

Bengt Lidner, född 16 mars 1757 på Magasinsgatan 5 i Göteborg, död 4 januari 1793 i Stockholm, var en svensk poet. Han är begraven på Adolf Fredriks kyrkogård i Stockholm.
Lidners minne lever kvar inte minst genom uttrycket Lidnersk knäpp, som syftar på en plötslig höjning av en persons intellektuella förmåga, som Lidner sade sig ha gått igenom under sin skolgång, efter att det bokstavligen ska ha knäppt till i hans huvud.

## Biografi
Lidner var son till organisten vid domkyrkan Olof Lidner, men fadern dog då pojken var tre år gammal. Modern, Elisabet Margareta Boethius, gifte om sig med Samuel Aurell, som var tjänsteman vid Ostindiska kompaniet. Modern, som han älskade djupt och vars minne influerade hans diktning resten av livet, avled i januari 1771 då han var knappt fjorton år. Morföräldrar till Bengt Lidner var stadsläkaren Jacob Boethius (1690–1748) och Anna Margareta Lundelia. Förmyndare var guldsmedsåldermannen Matthias Grahl. I den herrnhutska brödraförsamlingen delade han en kort tid på 1770-talet medlemskap med sin släkting, svågern Peter Ekman, som var gift med systern Hedvig Boethia. Bengt Lidners mor och styvfar var båda herrnhutare.

### Studietid
Lidner gick i trivialskolan och sedan i Göteborgs gymnasium, men han slutade 1772 för att börja i den så kallade tyska skolan där disciplinen var strängare. Under skolåren ska han enligt en anekdot, ha vaknat en morgon av att ha fått en högljudd "knäpp" i huvudet, och från att ha varit obegåvad och trög blivit mycket mer intelligent. Denna allmänt spridda sägen om lidnerska knäppen är dock troligtvis ett av de påhitt utan verklighetsbakgrund, som Lidner berättade om sitt liv.
Den herrnhutism som han växte upp med kan ha påverkat den känslosamma läggning som var utmärkande för hans personlighet och delvis hans skaldskap. Han undervisades under skolåren av visa lärare som vid denna tid var anställda vid Göteborgs skola och gymnasium, såsom Johannes Gothenius, Johan Rosén, Martin Georg Wallenstråle, Beijer med flera. Redan i maj 1772 höll han ett tal på vers "om det förunderliga i Kristi återlösning"  på gymnasiet. Flera av lärarna, vilka för övrigt delvis tillhörde swedenborgska riktningen, var väldigt intresserade av den känslosamma engelska och tyska litteraturen (Ossians sånger, Klopstock).
1773–1774 publicerades flera av Lidners alster i göteborgstidningen Hwad nytt? Hwad nytt? vilket vittnar om att han redan under sin gymnasietid vann uppmärksamhet som skald. 1774 lämnade han Göteborg för att fortsätta att studera i Lund, med hjälp av Patrick Alströmer och Niklas Sahlgren. Han var då en högt begåvad, fantasirik ung man med ett ömsint hjärta, men utan fast karaktär. I februari 1774 skrevs Lidner in i Göteborgs nations matrikel i Lund och blev snart medelpunkten i en kunnig studentkrets, som tyckte om hans poesi. Han disputerade redan i december samma år "för övnings skull" under Lagerbring och skrev poesi i Lunds veckoblad, vilket han fick betalt för. 1775 skulle han disputera för andra gången de confinatione (om relegering); men innan disputationen hann verkställas, hade han själv blivit relegerad och hemskickad till hemorten, antagligen för någon förseelse.

### Resor
Av sin styvfar mönstrades han på en ostindiefarare, som 9 januari 1776 lämnade Göteborg. Resan har i äldre litteratur omgetts med en rad felaktiga uppgifter. Uppgiften att han ska ha flytt från skeppet i Kap är riktig, men däremot är det inte sant, att han irrat ett år bland Taffelbergets klippor. Han avvek från skeppet i april 1776, men var redan under sommaren samma år tillbaka i Göteborg. Med understöd från Patrick Alströmer begav sig Lidner därefter till de tyska universiteten för studier och kom i september 1776 till Greifswald, där han hade tänkt att disputera över det berättigade i amerikanernas revolution. Disputationen förbjöds av politiska skäl för att man inte ville stöta sig med England. Lidner fick veta detta innan avhandlingen var färdigtryckt och han tillade i själva avhandlingen att den blivit förbjuden att ventileras. Han tycks därefter ha begett sig till Stralsund och Rostock, och verkade en tid på Rügen som informator men begav sig i april 1779 till Stockholm i avsikt att försöka vinna Gustav III:s ynnest och skapa sig en litterär ställning.

### Vid hovet
Lidner skulle nu börja i Stockholm att göra sig ett namn på litteraturens område och utgav tjugofem fabler, som han tillägnade den ettårige kronprinsen. De är av olika värde, de flesta för övrigt efterbildningar. Skalden utsattes för en hård versifierad kritik i Dagligt allehanda. I hovmannen Christoffer Bogislaus Zibet fann han en beskyddare, och genom honom uppmärksammades han av kungen. Carl Christoffer Gjörwell d.ä. berättar i slutet av 1779 för Lidners gynnare under studenttiden, Patrick Alströmer, att Lidner stigit upp på hovparnassen som en komet, att hans snille omtalades på hela Lofön som ett underverk, att honom lovades guld och gröna skogar, samt att han skrev fabler och skålar. Lidner tycks dock, dels genom oförsiktiga epigram, dels genom medverkan i Cederhielms oppositionella tidning Sanning och nöje, dels genom sitt levnadssätt ha väckt negativ uppmärksamhet vid hovet.

### Europa
Kungen beslöt att bekosta en utlandsresa för Lidner för att han skulle studera teatern och språken, i avsikt att utbildas till dramatiker. Hans ungdomsdrama Milot och Eloisa (utgivet av Henrik Schück 1891 i 12 exemplar) kom troligtvis till strax före utresan; det är ett obetydligt försök i den franska opéra comique-genren. Han reste först (1780) till Göttingen, där han skulle studera de grekiska klassikerna under den då så berömde filologen Christian Gottlob Heyne. Hur långt han kom i studierna är väl svårt att säga; dock torde bekantskapen både med Pindaros och Euripides ha spelat en roll för hans senare verksamhet. Säkerligen mottog han också nu starka intryck av de dåtida tyska författarna (Klopstock, Goethes Werther, Lessing, Göttingenskolans män) och genom dessa även influenser från den engelska diktningen (Shakespeare, Milton, Edward Young och andra); det är nu Lidner blir "sturm-und-drang-skald". Lidner, som i Göttingen spelat "grand seigneurens" roll, studerat för dyra pengar, lärt sig fäkta och så vidare, satte sig i skuld och måste i stället för att studera grekiska tragedier själv "spela den tragedin att inkognito begiva sig hädan". Ännu en gång fick han hjälp och det bestämdes att han skulle resa till Paris och ställas under svenske ambassadören och skalden Gustaf Filip Creutz' ledning. I Paris, där han fått tillträde till ett rikt bibliotek och väl även besökte teatern, studerade han de olika dramatiska riktningar som då bröt sig (klassisk fransk tragedi, borgerligt drama, den "dystra" genren, operan) och han torde ha haft svårt att smälta de skiftande intrycken till en helhet. Under Creutz ledning fick han utveckla sin diktning. Creutz gav honom en plan och ett utkast Rustan och Mirza att närmare utarbeta till en opera och påstod sedan, att Lidner i sin Medea tillägnat sig stycken ur denna opera, som tillhörde Creutz, vilket Lidner bestred. Lidner lär även ha använt Creutz materiella tillhörigheter på ett olämpligt sätt, och detta ledde till att Lidner skickades hem 1782.

### Hemkomst
Under Paristiden hade han författat sorgespelet Erik XIV, som han tog med hem 1782, men som ej "uppskattades" (det trycktes inte under hans livstid); det är intressant på grund av den stilblandning, om vilken det vittnar, man möter här i en form, som ansluter sig till den franska tragedin, wertherska, hamletska, lessingska reminiscenser.
Då Lidner 1782 kom hem, hade han förlorat sin hovgunst. Han medarbetade nu i den oppositionella tidningen Välsignade tryckfriheten, där han offentliggjorde en del kortare dikter, delvis frivola, delvis sentimentala. Samtidigt beredde han sig till att ge ut flera större stycken. Äldst bland dem är operan Medea, i vilken han tillgodogjorde sig sina Göttingen-studier av Euripides och Seneca samt även tog intryck av en tysk skald Gotter, som skrivit text till ett musikdrama, Medea, och av en Racines efterföljare, Longuepierre. I detta stycke använde Lidner även en del arior och körer ur den opera, Rustan och Mirza, som var ett samarbete mellan honom och Creutz, något som denne ogillade. (Rustan och Mirza, så som Creutz presenterat den för sina vänner, är återfanns och trycktes i Samlaren 1911, men det är okänt hur mycket Lidner bidragit till.) Medea, som finns i dels i en äldre version (jämför Karl Warburgs skrift Lidners Medea), dels i en tryckt text 1784, sedan Lidner låtit Thorild granska och rätta dikten, tillhör Lidners yppersta arbeten och är väl kanske hans mognaste verk samt otvivelaktigt tidens mest sublima operatext, varför Lidner med allt skäl fann det hårt, att den ratades av teatern. Den är snarast en hybrid mellan opera och tragedi (liksom Gotters verk), och detta inverkade troligtvis till svårigheten att få den uppförd. Den är full av upphöjda, dramatiskt lyriska utbrott, och diktionen visar, vilken god utbildning Lidner fått hos Creutz. Märklig är krigsskaldernas sång, en av våra främsta fosterlandshymner (O, yngling, om du hjärta har). Innan Medea kom ut, fullbordade Lidner sin mest berömda dikt: Spastaras död, i vilken han besjöng en händelse, som inträffat i Messina under jordbävningarna i Kalabrien 1783, där en mor omkommit under försöket att rädda sitt barn.  I en episk lyrisk dikt, som utan tvivel är inspirerad av den så kallade Pindariska odestilen, behandlar nu Lidner det sublima ämnet. Alltifrån det allbekanta anslaget På Nova Semlas fjäll, i Ceylons brända dalar är verserna av en ovanlig prakt. Lidner frossar i att skildra ömsom skräckscenerna vid jordbävningen, ömsom moderskänslorna, ömsom sin egen medkänsla vid tilldragelsen, varvid han inväver förebråelser mot försynen, som tillåter en oskyldigs olycka, något som framkallade gensagor. Dikten genomandas av ett sällsynt dramatiskt liv. Den kända versionen av Spastaras död är inte originaldikten. Lidner omarbetade den och förlängde den (med nära en tredjedel), i vilket skick den utkom 1786.
Lidners tredje dikt från denna glansperiod, ’’Året 1783’’, utgör en följd av bilder av de tilldragelser, som inträffat under det gångna året, ett slags versifierad årskrönika (särskilt märks episoden om nunnan Laura). Genom dessa dikter hade Lidner fått många beundrare, men hans omöjlighet att sköta sig och hans underliga levnadssätt hindrade att han fick någon fast plats. 1785 vistades han hos baron Åkerhielm på Margretelund, men vantrivdes där och var lycklig, när han på nyåret 1786 fick lämna detta såsom ett ängslans hem skildrade ställe och som han sade kvittera avgrunden.

### Finland
På Margretelund hade han påbörjat sin stora dikt Yttersta domen, som han hoppades skulle bli hans mästerstycke. Såvitt man kan finna, var Lidner sysselsatt med detta kväde även under de följande åren och fullbordade det knappast tidigare än 1788, då han utgav dikten i Finland, dit han åkt. Eländig hade han skyllt sina motgångar på yttre omständigheter och velat emigrera till Amerika eller Tyskland, men till sist beslutat sig för Finland, där han hade en anhörig som var kommendant på Sveaborg, Mannerskants.
Han anlände dit på hösten 1787 och levde under någon tid ett trubaduriskt parasitliv, flyttande från gård till gård och sysslande med sin stora dikt. Under denna hans finska resa utbröt kriget mellan Sverige och Ryssland; det väckte hos honom en viss krigisk entusiasm, som tog sig uttryck i stridssånger. Han tycktes även ha haft en tanke på att delta i kriget, men satte den inte i verket. I brev till släktingar i Göteborg berättar han, att han insjuknat i pesten och tvingats ut i kriget, men allt detta var alster av hans fantasi. År 1788 hade han rest till Åbo, och ingick där giftermål med en fyra år äldre finsk fröken, Eva Jaquette Hastfer, som uppskattat hans diktning och som trots släktens motstånd givit honom sin hand och blev honom en trogen och kärleksfull hustru under svåra förhållanden. Han skrev här Vid vice Presidenten Ignatti Graf, Elisabets skugga. På en liten lantgård som tillhörde Eva Jaquette Hastfers mor, skrev han det mesta av Yttersta domen, Ode till Finska Soldaten, Gustaf Erikssons Skugga till Gustaf III och Glömskan. År 1788 utkom Yttersta domen, som innehåller några av de härligaste partier, som han diktat; särskilt är början med dess väldiga gravton en förgängelsedikt av enastående sublimitet. Emellertid var ämnet utan tvivel för väldigt för Lidners natur, och han mäktar inte hålla sig på samma höjd. Lidner har tagit intryck av Milton, både i skildringen av avgrundsfursten och i enstaka liknelser, för övrigt har han studerat även Klopstock och Dante.
Andra större dikter från hans senare år är de religiösa oratorierna Jerusalems förstöring, en äkta sturm-und-drangdikt (1788), och Messias i Getsemane (samma år, fullbordad 1791, påverkad av Klopstock och Ewald) samt en del mindre poem. Hans sista diktning lider emellertid av den avmattning, som var en naturlig följd av hans levnadssätt. På hösten 1789 hade för övrigt Lidner med sin hustru flyttat till Stockholm. I Stockholm tycktes Lidner ha levt utom på vad han med tillfällighetsdikter kunde förvärva på allmosor från sina gynnare. Själv var han mycket barmhärtig med det lilla, han hade, och han kunde lämna till fattiga de gåvor han själv nyss fått. Av hertig Karl fick han titeln kunglig sekreterare (1792). Han avled i största fattigdom. Bellman som varit bland hans umgänge på sista tiden lär ha sjungit ihop begravningskostnaderna med ett impromptu, vilket inbringade 50 riksdaler. Svenska akademien reste 1860 en minnesvård över hans grav på Adolf Fredriks kyrkogård i Stockholm.
Lidner är den främste representanten för den rousseauanska känslosamma stämningen inom 1700-talets diktning och över huvud taget för hela den sublima riktningen i svensk äldre poesi. Till anlagen är han bland våra märkligaste skalder, även om han lämnade åt änglarna i skyn vad slutet skulle bli på hans diktning. Ingen av våra 1700-talsskalder har det stora greppet på poesin som han, men han dränker sin poesi i tårar, "i tårar vällust", och sig själv i druvan. Han är en utpräglad subjektiv diktare både i gott och ont, mottaglig som få för de stämningar, som omgav honom. Hans diktnings väldiga intensitet står i avgjord motsats till de svala, objektivt hållna odedikterna, som eljest hade kurs. Under några få år skapar han de fyra dikter, varpå hans odödlighet beror.
Lidners samlade arbeten utkom 1788 i två delar; efter hans död utgavs hans nyare arbeten 1793 med förord av Rosenstein. Samlade arbeten utgavs 1796-1800, men denna upplaga är förbättrad, det vill säga förfuskad; vidare utgavs Lidners samlade arbeten 1812-1814, samt för änkans räkning, hans senare samlade arbeten 1820 (av A. A. Afzelius). Sedan har flera upplagor utgivits. Det vackra porträtt av Breda, som finns i Nationalmuseum och angivits vara Lidner, föreställer sannolikt inte honom.